# FK Vardar Skopje
Vardar Skopje (Macedonisch: ФК Вардар Скопје) is een Macedonische voetbalclub uit de hoofdstad Skopje.

## Geschiedenis

### Joegoslavië
De club werd opgericht op 22 juli 1947 en promoveerde nog in datzelfde jaar naar de hoogste klasse. Vardar eindigde als achtste van 10 clubs maar moest toch degraderen. In 1951 promoveerde de club opnieuw en wist zich enkele seizoenen te handhaven, men eindigde telkens in de middenmoot. In 1955 degradeerde de club, waarna men in 1956 weer promoveerde. In 1959 degradeerde men opnieuw, na drie achtereenvolgende seizoenen op het hoogste niveau. In 1963 keerde de club weer terug op het hoogste niveau. Men eindigde op de laatste plaats in 1964, maar hoefde niet te degraderen vanwege een zware aardbeving in Skopje. In 1970 volgde een nieuwe degradatie en net zoals de vorige keren wist de club onmiddellijk weer te promoveren. Het verblijf in de eerste klasse duurde tot 1976. Nu werden er 3 seizoenen in de tweede klasse doorgebracht. Bij terugkeer in 1980 eindigde Vardar als zevende op 18 clubs. De eerste seizoenen na de terugkeer bleef Vardar een middenmoter, maar in 1985 schaarde de club zich voor het eerst bij de top 5.
In 1987 werd de club landskampioen van Joegoslavië, het was de eerste en enige keer dat een club uit Macedonië daarin slaagde. De titel werd later echter afgepakt. Door omstandigheden in het vorige seizoen, het seizoen 1985/86, begonnen 10 clubs met 6 minpunten aan de competitie. Vardar hoorde daar niet bij maar Partizan Belgrado wel. Later werden de minpunten ongedaan gemaakt en kreeg Partizan de titel. Vardar had intussen al wel deelgenomen aan de Europacup I. De volgende 2 seizoenen, 1987-89, eindigde de club nog in de top 10 maar in 1990 degradeerde men plotseling. Na één seizoen wist men weer terug te keren, de competitie moest het inmiddels al stellen zonder Kroatische en Sloveense clubs. Vardar eindigde als zesde in 1992, daarna trokken ook de Macedonische voetbalclubs zich terug uit de competitie om een eigen competitie op te richten.

### Macedonië
Na de onafhankelijkheid van het land startte de club in de hoogste afdeling met bijna allemaal clubs die geen voetbal op hoog niveau gewend waren. Vardar was een maatje te groot en werd 3 keer op rij met een straatlengte voorsprong kampioen, Sileks Kratovo eindigde telkens als tweede. In die 3 seizoenen verloor Vardar slechts 2 wedstrijden. In 1996 werd de club geen kampioen, men eindigde op de derde plaats achter kampioen Sileks en nummer twee Sloga Skopje. Het daaropvolgende seizoen eindigde men zelfs als vierde achter nummer drie Pelister Bitola. Een dieptepunt was het jaar 2000 toen men als tiende eindigde. Dit bleek een incident te zijn, in 2001 eindigde men op de tweede plaats waarna men in 2002 en 2003 opnieuw kampioen werd. Ook in 2011 dreigde de club bijna te degraderen. Het was op de 11e plaats geëindigd en daarmee feitelijk gedegradeerd. Dankzij de fusie met het via de play-offs gepromoveerde FK Miravci kon de club zijn plaats in de Prva-Liga behouden.
Na het seizoen 2020/21 was het dan toch echt een feit. Na jaren de toon gezet te hebben in de Macedonische competitie, degradeerde de club voor het eerst naar de Vtora Liga.

## Erelijst
- Prva Liga (11x)

Winnaar: 1993, 1994, 1995, 2002, 2003, 2012, 2013, 2015, 2016, 2017, 2020
- Beker van Macedonië (5x)

Winnaar: 1993, 1995, 1998, 1999, 2007
Finalist: 1996
- Macedonische Supercup (2x)

Winnaar: 2013, 2015
- Beker van Joegoslavië (2x)

Winnaar: 1961, 1987

## Eindklasseringen
| 1 |

| 1 |

| 1 |

| 3 |

| 4 |

| 4 |

| 4 |

| 10 |

| 2 |

| 1 |

| 1 |

| 3 |

| 2 |

| 3 |

| 4 |

| 4 |

| 5 |

| 6 |

| 11 |

| 1 |

| 1 |

| 5 |

| 1 |

| 1 |

| 1 |

| 2 |

| 2 |

| 1 |

| 11 |

| 3 |

| 3 |

| 10 |

| Prva Liga | Vtora Liga |

## FK Vardar Skopje in Europa
FK Vardar Skopje speelt sinds 1961 in diverse Europese competities. Hieronder staan de competities en in welke seizoenen de club deelnam:
- Champions League (7x)

2002/03, 2003/04, 2012/13, 2013/14, 2015/16, 2016/17, 2017/18
- Europacup I (1x)

1987/88
- Europa League (2x)

2017/18 (Groepsfase), 2018/19
- Conference League (1x)

2025/26
- Europacup II (2x)

1961/62, 1998/99
- UEFA Cup (10x)

1985/86, 1994/95, 1995/96, 1996/97, 1999/00, 2001/02, 2003/04, 2005/06, 2006/07, 2007/08
- Intertoto Cup (1x)

2004
- Mitropacup (3x)

1968, 1969, 1970

## Bekende (ex-)spelers
- Zoran Boškovski
- Dragan Kanatlarovski
- Tomislav Pačovski
- Žarko Serafimovski
- Ivan Tričkovski
- Čedomir Janevski

Besa ·
AP Brera Strumica · 
Gostivar · 
Pelister · 
Rabotnički · 
Shkëndija · 
Shkupi · 
Sileks ·
Struga · 
Tikveš ·
Vardar Skopje ·
Voska Sport ·